# Bundestagswahlkreis Lemgo
Der Bundestagswahlkreis Lemgo war von 1949 bis 1965 ein Bundestagswahlkreis in Nordrhein-Westfalen. Er umfasste den Landkreis Lemgo und vom Kreis Höxter das Amt Lügde. Zur Bundestagswahl 1965 ging das Gebiet des Wahlkreises im Wahlkreis Detmold – Lippe auf. Das damalige Gebiet entspricht in etwa dem heutigen Bundestagswahlkreis Lippe I.

## Wahlkreisgeschichte
| Wahl | Wahlkreisname | Gebietsumfang             | Direkt gewählt   | Partei | Erststimmen |
| ---- | ------------- | ------------------------- | ---------------- | ------ | ----------- |
| 1961 | 109 Lemgo     | Kreis Lemgo und Amt Lügde | Heinrich Welslau | SPD    | 48,3 %      |
| 1957 | 109 Lemgo     | Kreis Lemgo und Amt Lügde | Wilhelm Mellies  | SPD    | 46,7 %      |
| 1953 | 109 Lemgo     | Kreis Lemgo und Amt Lügde | Wilhelm Mellies  | SPD    | 48,7 %      |
| 1949 | 50 Lemgo      | Kreis Lemgo und Amt Lügde | Wilhelm Mellies  | SPD    | 39,6 %      |